# 德雷克塞爾鎮區 (北卡羅萊納州伯克縣)
德雷克塞爾鎮區（英語：Drexel Township）是位於美國北卡羅萊納州伯克縣的一個鎮區。

## 地方資料
德雷克塞爾鎮區的面積為30.04平方千米，皆為陸地。根據2020年美國人口普查的數據，當地共有人口6501人，而人口密度為每平方千米216.41人。